# Serrão Alto
O Serrão Alto, também denominado Serão Alto, é uma elevação portuguesa localizada no concelho de Vila do Corvo, ilha do Corvo, arquipélago dos Açores.
Este acidente geológico faz geograficamente parte do vulcão central da ilha do Corvo, que tem o seu ponto mais elevado no Morro dos Homens a 718 metros de altitude acima do nível do mar.
Esta formação geológica localiza-se a 663 metros de altitude acima do nível do mar e encontra-se numa das extremidades da cratera do vulcão central da ilha, o Caldeirão, no cimo de uma arriba de cerca 600 metros de altitude, frente à Ponta do Marco, à Ponta Torrais e ao Miradouro do Junco do Queimado.